# Non morto (Dungeons & Dragons)
Nel gioco di ruolo fantasy Dungeons & Dragons, un morto vivente è chiamato genericamente non morto. I non morti sono molto spesso creature che una volta erano vive e che sono state animate da forze spirituali o soprannaturali.
Usualmente vengono riportati in vita da incantatori malvagi – un mago malvagio, per esempio – che conoscono il modo di incanalare e manipolare l'"energia negativa". I non morti infatti sono affini al Piano dell'Energia Negativa, uno dei piani di esistenza della cosmologia di Dungeons & Dragons. I non morti più potenti hanno  il potere di sfruttare l'energia negativa che li anima per letteralmente "risucchiare" l'energia positiva, insita nell'energia vitale, delle creature viventi, con il pericoloso effetto di far diminuire i valori delle caratteristiche dei personaggi o fargli perdere livelli di esperienza.
Dal punto di vista della meccanica di gioco, un non morto viene ferito da qualsiasi incantesimo di guarigione – dove un essere vivente verrebbe invece guarito – mentre viene curato (ripristinando i suoi punti ferita) dagli incantesimi classificati con il descrittore "infliggi". I non morti sono particolarmente resistenti ai danni fisici e di solito non hanno la capacità di pensare; non sono quindi suscettibili ad incantesimi che influiscono sulla volontà della vittima. Inoltre, non avendo processi vitali attivi, sono immuni a qualsiasi tipo di veleno. I non morti incorporei possono essere danneggiati solo dalla magia e da armi magiche.
I chierici di allineamento buono sono in grado di scacciarli o, se abbastanza potenti, di distruggerli; i chierici malvagi invece possono tentare di controllarli e comandarli.
Alcune delle forme più potenti di non morto sono descritte nel Manuale dei livelli epici. Si tratta dell'Atropal (ovvero il cadavere di una divinità nata morta e poi rianimatasi spontaneamente), del Demilich (la forma più anziana e terrificante del Lich) e dei Wight della lava e del gelo.

## Non morti dalManuale dei Mostriper D&D Terza Edizione

### Allip
L'allip è un non morto incorporeo formato dai resti spettrali di un individuo spinto al suicidio dalla pazzia che lo affliggeva in vita. Brama vendetta su chi, nel corso della sua vita, lo ha spinto al suicidio. Pur non potendo infliggere danni fisici, l'Allip può ipnotizzare gli esseri intelligenti con il suo sinistro mormorio e risucchiare loro la Saggezza, conducendoli alla follia.

### Bodak
Il Bodak è un temibile non morto umanoide proveniente dagli Infiniti strati dell'Abisso. Ha la testa a forma di teschio ma dalla forma allungata, senza naso; la pelle è grigia e glabra. È costituita dai resti di chi è stato corrotto dal male assoluto. Estremamente resistenti ai vari tipi energia ed ai danni fisici, queste creature hanno uno sguardo che uccide all'istante chiunque non sia sufficientemente forte da resistervi. Sono tuttavia vulnerabili alla luce solare, che li danneggia. Si dice che gli umanoidi che muoiono in qualche luogo malvagio dell'Abisso ritornino come bodak.

### Divoratore
Il Divoratore (Devourer in inglese) è un enorme, spaventoso non morto umanoide che infesta il Piano Astrale ed il Piano Etereo. Il Divoratore ospita spesso tra le grandi costole i resti di una figura umanoide: è quello che resta della vittima. Infatti dopo averla afferrata con gli artigli, il Divoratore la avvicina a sé, spingendola nella "gabbia". Se la vittima vi rimane imprigionata, verrà tenuta in vita finché la sua energia vitale non sarà esaurita: il Divoratore la assorbe e la usa per sostentare le sue capacità magiche. Grazie ad esse, riesce ad utilizzare alcuni incantesimi ed a difendersi da altri. Inoltre il suo tocco risucchia l'energia degli esseri viventi fino a far loro perdere livelli di esperienza.

### Fantasma
Un fantasma è un non morto incorporeo. Il suo aspetto è lo stesso della creatura vivente dal quale è stato generato, solo che la figura è traslucente e di consistenza fumosa.

### Ghoul
I ghoul sono umanoidi che si nutrono di carogne. Si dice che un ghoul venga generato dalla morte di un uomo o di una donna che amava il gusto della carne. Non si nutrono solo di carogne, ma vanno anche a caccia di creature viventi. Un ghoul può paralizzare una vittima semplicemente toccandola, anche se gli elfi ne sono immuni. Esistono numerose forme di ghoul, fra le quali il ghast.

### Lich
Il lich è un non morto che un tempo era un incantatore: utilizzando la necromanzia ha tentato di sconfiggere la morte, diventando uno scheletro e racchiudendo la sua anima in un ricettacolo magico chiamato "filatterio".

### Mohrg
I Mohrg sono i corpi rianimati di terribili assassini morti senza essersi pentiti dei loro delitti. Torturati da un odio totale per le creature viventi, desiderano ardentemente poter vivere di nuovo. Somigliano a corpi scheletrici ma ancora ricolmi di viscere pulsanti e con una terribile, lunghissima lingua prensile capace di paralizzare gli esseri viventi. Le creature viventi uccise dal Mohrg si rianimano come zombi dopo pochi giorni, a meno che non vengano riportate in vita prima.

### Mummia
La mummia è un cadavere preservato che è stato animato attraverso le forze oscure degli dei del deserto. Una mummia causa terrore nelle creature viventi anche solo mostrandosi, ed ogni vittima che subisce il suo tocco subisce una maledizione che causa una devastante malattia.

### Ombra
Un'ombra è una creatura non morta incorporea, una "sentinella dell'oscurità". Il suo tocco risucchia l'energia vitale della vittima, trasformandola a sua volta in un'ombra dopo la morte.

### Ombra notturna
L'Ombra notturna (Nightshade in inglese) è un non morto tra i più potenti. Le Ombre notturne sono composte in egual misura da materia proveniente dal Piano delle Ombre e dal male assoluto. Un'oscurità raggelante le circonda, irradiandosi come da un altare di una divinità malefica che le rende estremamente forti, potenziando anche gli altri non morti che spesso le accompagnano. Inoltre, tutte le Ombre notturne hanno varie capacità magiche. Ne esistono principalmente tre forme, tutte alla portata solo degli avventurieri più esperti:
- Manto notturno: è una grande creatura volante, in grado di risucchiare la magia dagli oggetti magici rendendoli oggetti comuni.
- Gigante notturno: è un gigante composto da pura oscurità, in grado di fare facilmente a pezzi le armi degli avversari e scoprire creature invisibili.
- Verme Notturno: è un verme mastodontico completamente nero. Chi viene inghiottito subisce il risucchio dell'energia vitale con la conseguente perdita di alcuni livelli di esperienza.

### Scheletro
Uno scheletro è un non morto tipicamente costituito dallo scheletro animato di un essere vivente, ovvero l'insieme delle ossa che costituiscono il "sostegno" del corpo. Esiste una grande varietà di scheletri; il più famoso è probabilmente lo "scheletro guerriero".

### Spettro
Lo spettro è una creatura incorporea del tutto simile ad un Fantasma, con un odio viscerale per tutte le creature viventi. Uno spettro risucchia l'energia vitale dalle vittime, trasformandole in nuovi spettri dopo la morte. Gli spettri vengono danneggiati dalla luce solare e rifuggono da essa. Uno spettro appare spesso come un umanoide; la figura è trasparente, fumosa e inconsistente, ma se qualcuno ha conosciuto lo spettro quando era ancora in vita potrebbe facilmente riconoscerlo.

### Vampiro
Un umanoide può diventare un vampiro, mantenendo l'aspetto di quando era in vita ma con la pelle pallida e gli occhi rossi. Un vampiro può risucchiare il sangue e l'energia vitale dal corpo di una creatura vivente per trasformarla in un nuovo vampiro. Un vampiro può inoltre comandare topi, pipistrelli e lupi o prenderne la forma.

### Wight
Il Wight è un non morto animato da una terribile furia: il suo aspetto è simile a quello che aveva in vita, ma spaventosamente macilento. Il suo tocco risucchia l'energia vitale delle creature viventi, facendogli di conseguenza perdere un livello. Le creature uccise da questo tipo di creature diventano Wight a loro volta nel giro di pochi minuti dalla morte, a meno che non vengano subito riportate in vita.

### Wraith
Il Wraith è uno spaventoso non morto incorporeo che vive nelle cripte o nei templi abbandonati, causando il terrore in ogni creatura vivente che si avvicini. Odia gli esseri viventi e li attacca senza esitazione, usando il suo tocco venefico che debilita le vittime (infligge danni alla Costituzione). Gli umanoidi uccisi dal Wraith diventano a loro volta Wraith se non vengono riportati in vita entro poco tempo. I Wraith più vecchi e malvagi sono chiamati "Wraith del terrore".

### Zombie
Gli zombie erano, in vita, creature umanoidi che sono state successivamente animate. Prive di intelligenza, trascinano lentamente il loro corpo rovinato dalla perdita di energia vitale in cerca di carne fresca con cui cibarsi.